# یانوف (ناحیه راکوونیک)
یانوف (به چکی: Janov) یک منطقهٔ مسکونی در جمهوری چک است که در ناحیه راکوونیک واقع شده‌است.